# 華池県
華池県（かち-けん）は中華人民共和国甘粛省慶陽市に位置する県。県人民政府の所在地は柔遠鎮。

## 地理
華池県は東北は陝西省志丹県・呉起県・定辺県、西南は環県・西峰区・合水県と隣接する。

## 行政区画
6鎮、9郷を管轄する：
- 鎮：悦楽鎮、柔遠鎮、元城鎮、南梁鎮、城壕鎮、五蛟鎮
- 郷：上里塬郷、王咀子郷、白馬郷、懐安郷、喬川郷、喬河郷、山荘郷、林鎮郷、紫坊畔郷

## 交通

### 道路
- 高速道路
  - 打慶高速道路
- 国道
  - G244国道（中国語版）